# مالكوم مورلي (مغني)
مالكوم مورلي (بالإنجليزية: Malcolm Morley)‏ هو عازف قيثارة ومغني بريطاني، ولد في القرن العشرين.

## وصلات خارجية
- مالكوم مورلي على موقع ميوزك برينز (الإنجليزية)
- مالكوم مورلي على موقع ديسكوغز (الإنجليزية)